# 夏綬草
夏綬草（学名：Spiranthes aestivalis）是蘭科綬草屬的多年生宿根性草本植物，是一种较为稀有的原生兰，分布於欧洲中部和南部以及欧洲北部的荷兰、英格兰南部，南至摩洛哥，生长在海拔1,800米以下的地区，常见於在贫瘠的沼泽和荒野上。

## 特征
夏綬草由2－6个贮藏块根，长5－8厘米，茎高10－35厘米，生长有3－5片玫瑰形叶。
基生叶3－6片，淡绿色，线披针形，长5－14厘米，宽0.6－1.2厘米，修长挺直。花序长3－10厘米，由5－20枚小白花松散地构成，螺旋盘绕在花茎上。
花期为7月初至8月末，盛花期为7月末至8月初。

## 栖息地
夏綬草喜生长在湿润钙华腐殖土和湿地植物草甸群丛中。典型的共生植物有赤箭莎属的Schoenus ferrugineus和Schoenus nigricans。

## 保护和威胁
夏綬草和其他兰花一样受到欧洲和国家法律的保护。在德国，巴伐利亚以外的地区很少能见到夏綬草，仅能在巴登-符腾堡见到。
此物种有灭绝威胁，主要原因是泥炭地及湿草甸开垦造成的栖息地丧失。

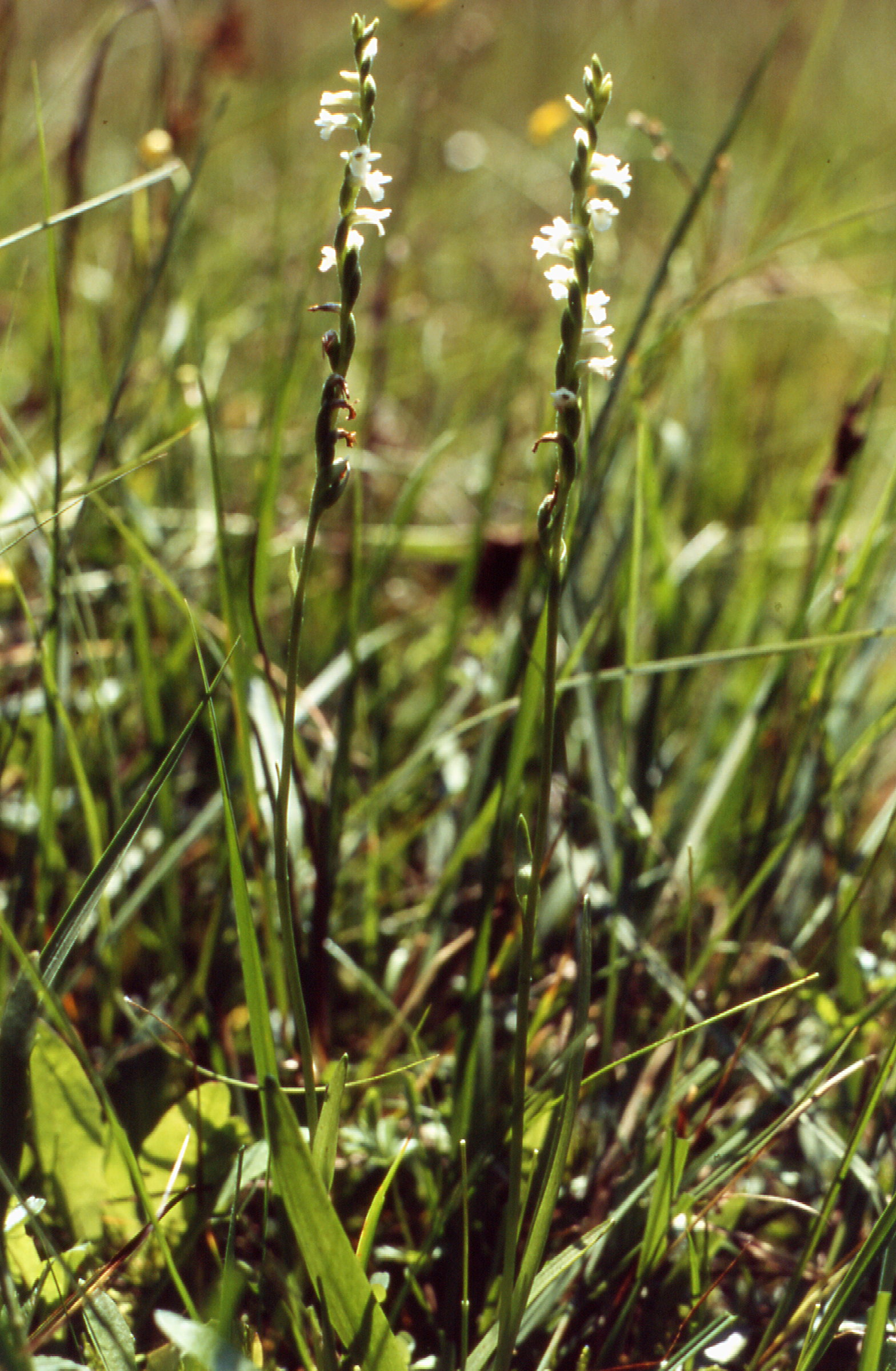
花序
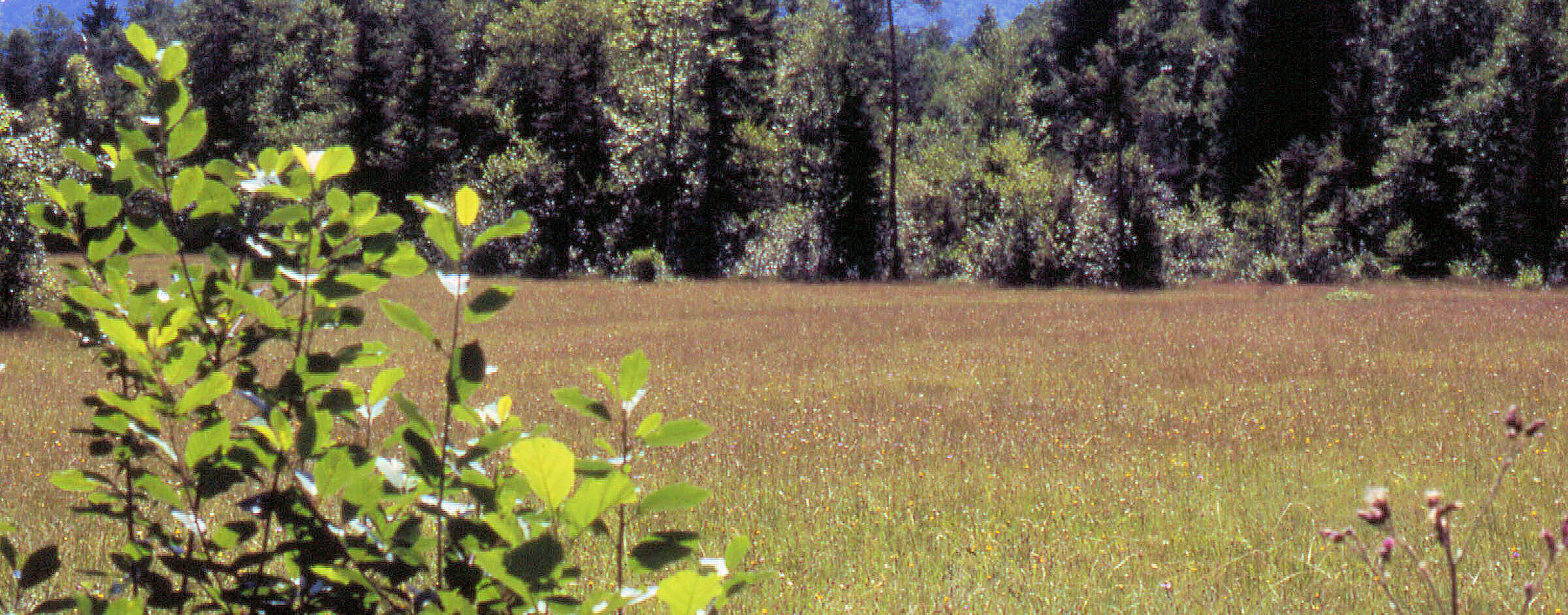
栖息地
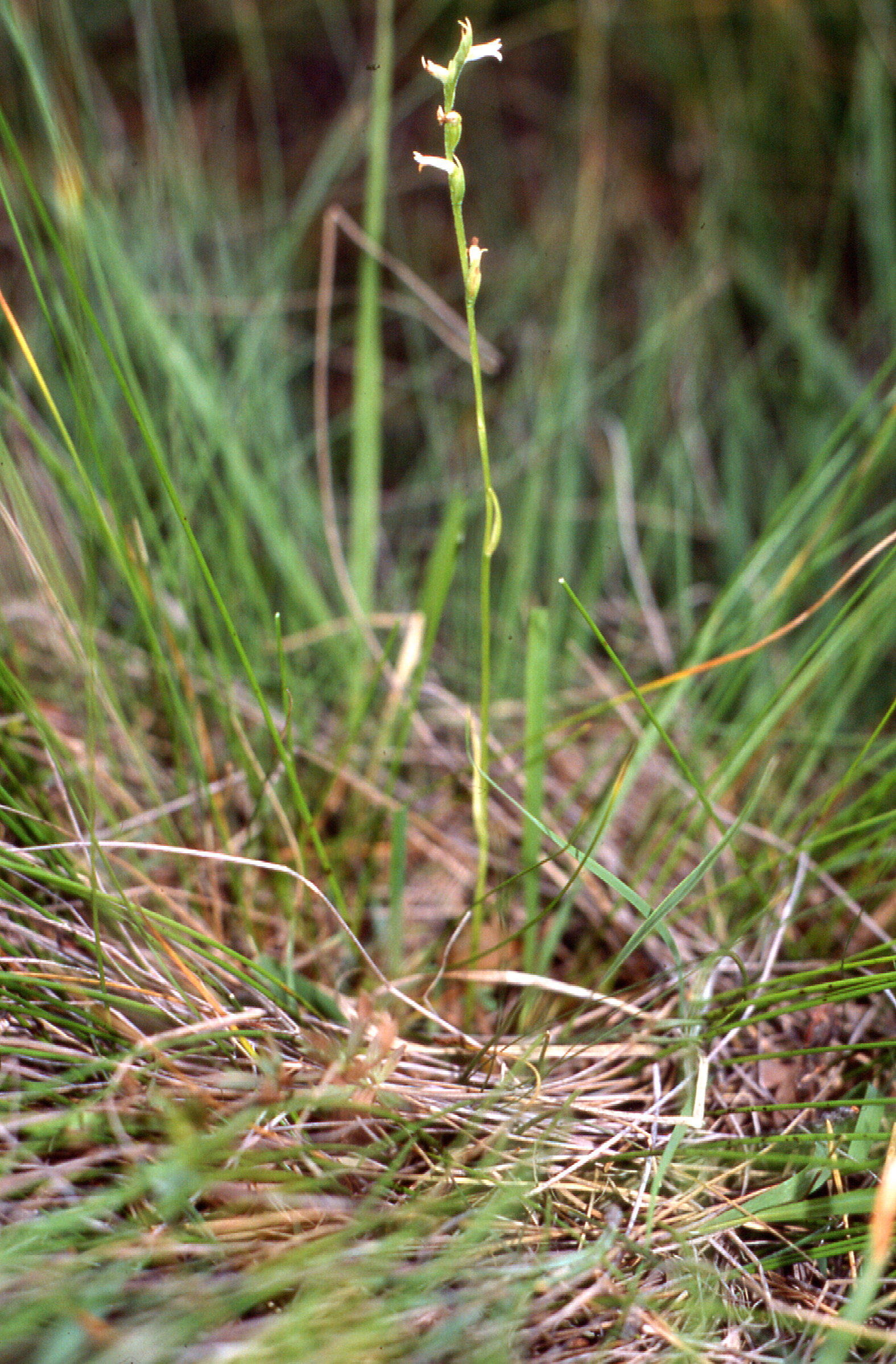
斯洛文尼亚中部的一株夏綬草
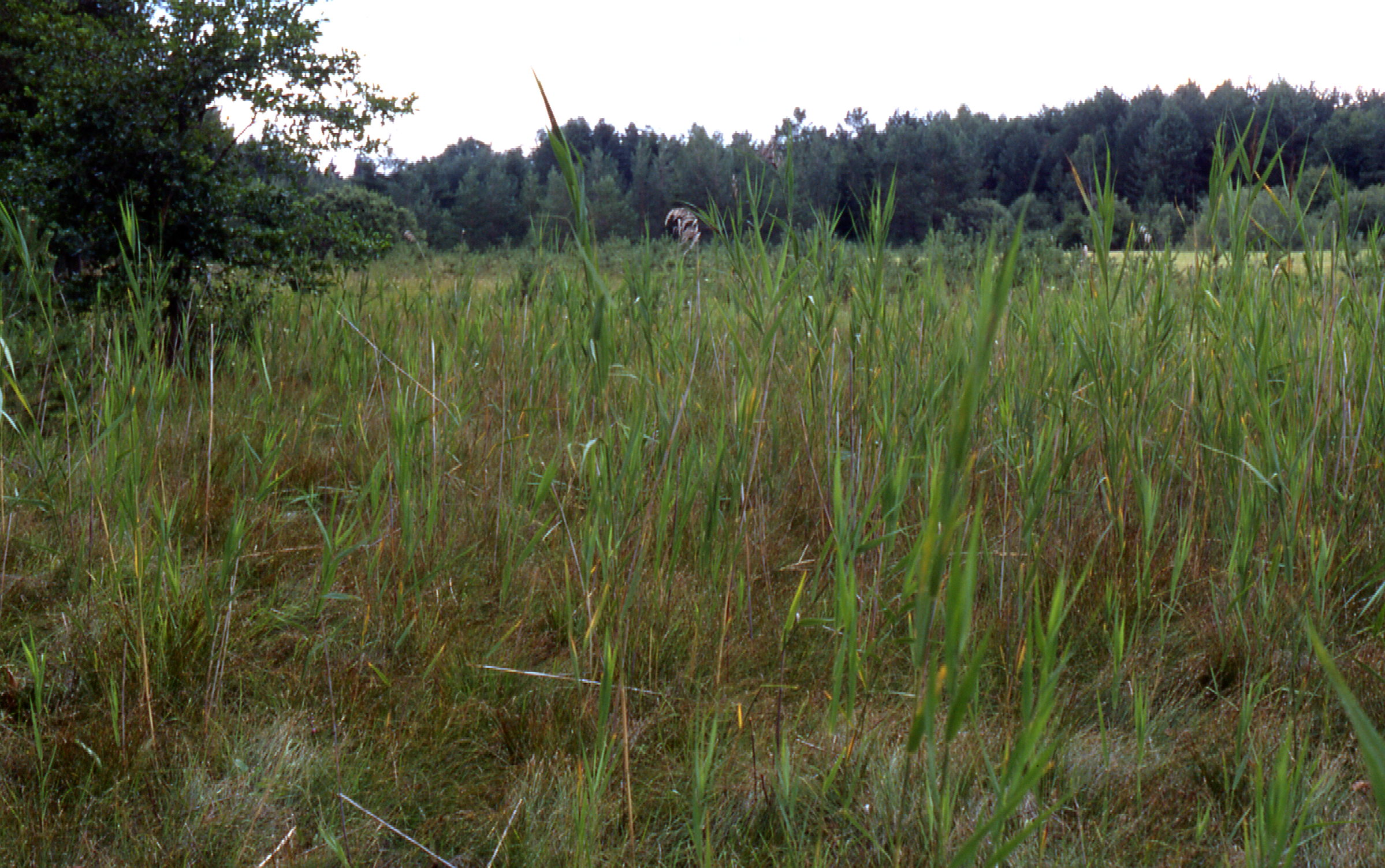
斯洛文尼亚栖息地